# Iuri Artsutànov
Iuri Nikolàievitx Artsutànov (en rus: Юрий Николаевич Арцутанов) (5 d'octubre de 1929 - 1 de gener de 2019) va ser un enginyer rus nascut a Sant Petersburg. Graduat a l'Institut Tecnològic Estatal de Sant Petersburg (per aquell temps Leningrad), se li atribueix el mèrit d'idear l'ascensor espacial en la seva concepció moderna.

## Biografia
El 1960 va publicar l'article «В Космос - на электровозе» (A l'espai en una locomotora elèctrica) al diari Komsomólskaia Pravda. En ell exposava la idea de l'ascensor espacial com un mètode segur i barat per accedir a l'òrbita de la planeta Terra, en alternativa als costosos i poc eficients coets i llançadores espacials.
Artsutànov es va inspirar en el treball del també rus Konstantín Tsiolkovski que el 1895, després d'admirar la Torre Eiffel, va proposar la idea d'una torre per elevar materials a l'espai. El concepte de Artsutànov consisteix a despenjar un cable de secció variable des d'un satèl·lit en òrbita geosíncrona amb la Terra, a uns 36.000 km d'alçada, fins a la superfície de la planeta. Alhora, es desplegaria un cable similar cap a l'exterior. La força centrífuga del cable exterior compensaria el pes del cable interior, mantenint el satèl·lit en òrbita. En emprar aquest cable, un ascensor podria pujar equip i persones fins a l'òrbita de la Terra a un cost estimat en 100 vegades inferior a l'actual.
Encara que en la data en què va ser publicat l'article, l'autor admetia que no existia cap material capaç de suportar el seu propi pes al llarg dels 36.000 km necessaris, els avenços en la ciència de materials, i especialment l'aparició dels nanotubs de carboni han provocat que diverses agències espacials s'hagin interessat per aquesta idea.

## La unitat de mesuramentIuri
La capacitat d'un cable per resistir el seu propi pes depèn tant de la resistència del material com de la seva lleugeresa: per exemple, un cable igual de resistent que l'acer, però fet d'un material deu vegades més lleuger, pot ser deu vegades més llarg. No existeix cap unitat capaç de quantificar la resistència enfront de la massa lineal, motiu pel qual els membres de l'Spaceward Foundation han creat, en honor de l'enginyer rus, la unitat Iuri. MYuri equival a un GPa · cm³/g o a un N/Tex.
Es calcula que el material capaç de suportar l'ascensor espacial ha de tenir almenys 30 MYuris, mentre l'acer posseeix únicament 0,5 MYuris.